# Adrian Smędowski
Adrian Smędowski – polski okulista, doktor habilitowany nauk medycznych, profesor uczelni i zastępca kierownika Katedry i Kliniki Okulistyki Wydziału Nauk Medycznych w Katowicach Śląskiego Uniwersytetu Medycznego.

## Życiorys
Studia medyczne ukończył z wyróżnieniem w Śląskim Uniwersytecie Medycznym w 2010 roku.
Początkowo pracował jako asystent w Katedrze i Zakładzie Anatomii Opisowej i Topograficznej Wydziału Lekarskiego ŚUM w Zabrzu. W latach 2011–2014 był doktorantem Katedry i Zakładu Fizjologii macierzystej uczelni. W 2012 roku został zatrudniony w Oddziale Klinicznym Okulistyki Okręgowego Szpitala Kolejowego w Katowicach kierowanym przez prof. Edwarda Wylęgałę. W 2013 roku odbył staż w Katedrze Okulistyki Uniwersytetu Wschodniej Finlandii w Kuopio.
Stopień doktorski uzyskał na macierzystej uczelni w 2014 roku na podstawie rozprawy pt. Neuroprotekcja komórek zwojowych siatkówki z wykorzystaniem predegenerowanych komórek Schwanna w doświadczalnym modelu ostrej i przewlekłej neuropatii nerwu wzrokowego (promotorem pracy była prof. Joanna Lewin-Kowalik). W 2015 odbył roczny staż podoktorski na Uniwersytecie w Kuopio. Ponadto odbył także miesięczny staż w Klinice Okulistyki Uniwersytetu w Genui. W 2016 roku zdał europejski egzamin specjalizacyjny z okulistyki uzyskując prawo do posługiwania się tytułem FEBO, czyli Fellow of the European Board of Ophthalomology. W 2017 zdał egzamin specjalizacyjny z okulistyki w Polsce.
Od sierpnia 2017 roku pracuje w Oddziale Okulistyki Dorosłych Uniwersyteckiego Centrum Klinicznego ŚUM w Katowicach, gdzie piastuje funkcję zastępcy ordynatora. Habilitował się na macierzystej uczelni w 2020 roku na podstawie oceny dorobku naukowego i pracy pod tytułem Molekularne aspekty patomechanizmu neuropatii nerwu wzrokowego.
Zainteresowania kliniczne i badawcze A. Smędowskiego dotyczą m.in. okulistyki eksperymentalnej oraz jaskry.
Swoje prace publikował w czasopismach krajowych i zagranicznych, m.in. w "Experimental Eye Research", "Investigative Ophthalmology & Visual Science" oraz "Acta Ophthalmologica". 